# Veenstompkaak
De veenstompkaak (Badister collaris) is een keversoort uit de familie van de loopkevers (Carabidae). De wetenschappelijke naam van de soort werd in 1844 gepubliceerd door Victor Ivanovitsch Motschulsky.